# Janne Jaakkola
Janne Alpertti Jaakkola, född 17 juli 1967 i Vemo, Egentliga Finland, är en finsk general som tjänstgör som kommendör för försvarsmakten sedan 1 april 2024. Jaakkola företräddes av general Timo Kivinen som gick i pension 31 mars 2024.

## Utmärkelser
- 1:a graden av Örnkorsets orden,  23 maj 2024[4]
- Militärens förtjänstmedalj[5]
- Riddartecknet av I klass av Finlands Lejons orden[5]
- Frihetskorsets 3. klass[5]
- Kommendörstecknet av Finlands Vita Ros’ orden[5]

[Redigera Wikidata]